# Nuestra Señora del Líbano, Montevideo
La Iglesia de Nuestra Señora del Líbano es un templo católico maronita de Uruguay que se encuentra ubicado en el barrio Sayago de Montevideo.

## Establecimiento
El establecimiento de la colectividad libanesa en el país data de las primeras épocas del siglo XIX con la llegada de los primeros inmigrantes. En 1888 la colectividad le solicitó al obispo de Montevideo, Inocencio María Yéregui la autorización para que un sacerdote maronita pudiera celebrar sus  sacramentos.
En los años veinte llegarían al país un grupo de religiosos de la Orden Maronita de la Beata Virgen María, con el objetivo de establecer una congregación religiosa. En su llegada a la ciudad se instalarían primeramente en la iglesia de los Padres Capuchinos, hasta adquirir un terreno en el barrio de Sayago, un barrio montevideano caracterizado por la presencia de un gran número de inmigrantes libaneses y miembros de la colectividad.

## Fundación
En la década del cuarenta, ya establecida la congregación, el 30 de noviembre de 1941 su primitivo templo sería consagrado como parroquia.
Posteriormente se le encomendaría al ingeniero Eladio Dieste la construcción de un templo para la misma. El templo sería inaugurado entre los años 1984 y 1986.